# Akifumi Shimoda
Akifumi Shimoda (下田 昭文 Shimoda Akifumi?,  n. Sapporo, 11 de septiembre de 1984) es un boxeador japonés. Conquistó el título mundial de peso supergallo del mundo Asociación Mundial de Boxeo.

## Trayectoria
Nacido en la ciudad de Sapporo, en la prefectura de Hokkaidō, su domicilio permanente es Kure, Hiroshima, Japón. Él movió a Tokio con la familia en el niñez. Su padre es un juez, y sus dos hermanos mayores se graduó en las universidades excelentes. Sin embargo, reprobó sus exámenes de admisión de cinco escuelas secundarias. Entró en la escuela secundaria, pero quitted él en dos meses en el año 2000. Tiene el pelo teñido y también un piercing en la oreja izquierda desde entonces, pertenece a la Teiken Boxing Gym de Tokio desde febrero de ese año. Actuó como el compañero en el sparring de Alexander Muñoz en Tokio en 2002.
Inició su carrera profesional con peso gallo y con victoria por nocaut en el primera asalto en el Korakuen Hall el 18 de enero de 2003. También es conocido como un narcisista, cuando él entra en el ring en su combate, los partidarios izan las banderas en la que letras japonesas 夢は己なり están impresos. Esta es la expresión abstracta que significa "Mi ensueño es mí mismo", o más extensamente "El ensueño es uno mismo". Tiene algunos apodos, Speedster de ellos es el nombre que viene de su estilo de combate, y Sugar se originó en un boxeador Sugar Ray Leonard al que respeta.
Obtuvo seis victorias consecutivas y ganó la final del torneo rey novato del este de Japón en esta categoría de peso en noviembre de ese año, pero tenía que renunciar a la confrontación por el título del rey novato de todo Japón, contra el rey novato del oeste, debido a la mala condición. Ocho meses después, cambió a la división de peso supergallo. Aunque perdió por primera vez por decisión mayoritaria al japonés Mikihito Setoh, poniendo fin a su racha de 12 triunfos (7 KOs) consecutivos en febrero de 2006, no escogió a un rival fácil para el próximo combate. Derrotó al mexicano Gerardo Martínez por nocaut técnico en el séptimo asalto en junio de ese año, y consiguió la clasificación mundial en lugar de la clasificación nacional de Japón que perdió después de la última pelea.
El 9 de abril de 2007 derrotó a Daisuke Yamanaka por decisión unánime para lograr el título japonés de peso supergallo. Sin embargo, se ha señalado que la aguante y la concentración son insuficientes para él. Realmente, fue mortificado por la falta de estamina y durabilida después de esta pelea, y dijo que se aburrió de pegar el golpe durante una pelea después de la primera defensa de este título. Además, no quiso entrenar aparte de sus amigos en cualquier otro lugar de Japón. Fue planeado participar en un campamento de entrenamiento de Floyd Mayweather, Jr. en septiembre de 2005, pero esto no se llevó a cabo. Sin embargo, entrenó en Guam en febrero de 2008, con Jorge Linares, Takahiro Aoh et ál. Después defendió se título tres veces, fue herido en la pierna, tuvo que tomar un descanso, y lo perdió en su cuarto defensa frente a Kazuma Miura por decisión técnica en forma dividida en el octavo asalto en octubre de 2008.
El combate contra el panameño José Arboleda para su regreso al ring en febrero de 2009 fue detenido por el árbitro en el tercer round, después de un cabezazo no intencional, y empataron por decisión técnica. En la segunda asalto, fue derribado por primera vez en su carrera. Arboleda falleció en un accidente de tráfico en agosto de ese año. Después de esta pelea, sentía la necesidad de entrenamiento en los países distintos de Japón, por primera vez. Al principio se quedó en Los Ángeles para su entrenamiento en el Maywood Boxing Gym de Maywood, California. Entonces, durante el año de 2009, hizo un viaje de ida y vuelta entre Tokio y Las Vegas varias veces para su entrenamiento. Sus entrenadores son Yūichi Kasai (hasta junio de 2012) y Sendai Tanaka (desde junio de 2012). Su gerente Akihiko Honda supervisa el entrenamiento. En Las Vegas, perfeccionado sus habilidades bajo la dirección de Kenny Adams en el Top Rank Gym.
Venció al mexicano Mauricio Becerril por nocaut técnico en el primero asalto en la Plaza de Toros Lauro Luis Longoria de Nuevo Laredo, Tamaulipas, México en junio de 2009. En la pelea por campeonato de peso supergallo de la Federación de Boxeo de Oriente y de Pacífico contra Hiromasa Ohashi, ganó el cinturón de campeón por decisión unánime en marzo de 2010, en el Internacional Conference Hall de la ciudad de Nagoya de Aichi. Defendió este título una vez.
El 31 de enero de 2011 en la pelea por campeonato mundial de peso supergallo de la AMB en el Ariake Colosseum de Tokio, Shimoda como el retador sexto clasificado mundial se coronó nuevo campeón mundial al derrotar por decisión unánime (115–111, 118–109, 118–109) a Ryol Li Lee, un coreano residente en Japón, quien fracaso en la primera defensa del título.
Perdió este título por nocaut en el séptimo asalto en su primera defensa contra el estadounidense Rico Ramos en el Boardwalk Hall en Atlantic City, Nueva Jersey, Estados Unidos, en el 9 de julio de 2011. En los primeros seis asaltos las puntuaciones de los tres jueces estadounidenses eran 59–55, 60–54 y 59–55 todos a favor de Shimoda. Esta confrontación se transmitió en HBO. Debido al exceso de entusiasmo, no tenía ningún recuerdo de las conversaciones con su entrenador durante la pelea. Honda espera que Shimoda se convertiría en un boxeador más fuerte mentalmente.
Shimoda volvió al ring y derrotó al ex campeón de la Federación de Boxeo de Oriente y de Pacífico, Jonel Alibio, por decisión unánime en las 125 libras a diez asaltos en diciembre de ese año. Luego venció al ex campeón del Mundo Hispano del CMB de peso pluma, mexicano Alberto Azael González por nocaut técnico en el décimo asalto en una pelea pactada en las 124 libras y a diez asaltos en el Korakuen Hall el 16 de abril de 2012. Venció al mexicano campeón supergallo de Fecarbox Hugo Partida por nocaut técnico en el noveno asalto en noviembre de ese año.